# Naples (Illinois)
Naples – miasto w Stanach Zjednoczonych, w stanie Illinois, w hrabstwie Scott.